# Заперечення геноциду
Заперечення геноциду - це спроба заперечити або мінімізувати масштаби та тяжкість випадків геноциду. Заперечення є невід'ємною частиною геноциду    і включає таємне планування геноциду, пропаганду, поки триває геноцид, та знищення доказів масових вбивств. За словами дослідника геноциду Грегорі Стентона, заперечення "є одним із найвірніших показників подальших геноцидних розправ". 
Деякі вчені визначають заперечення як завершальну стадію геноцидного процесу.  Річард Г. Гованнісян стверджує: "Повне знищення народу вимагає вигнання спогадів та задушення пам’яті".
Прикладами є заперечення Голокосту, заперечення геноциду вірмен, заперечення геноциду у Боснії та заперечення Голодомору. 
Різниця між академічними істориками та нелегітимними історичними негативістами, включаючи заперечувачів геноциду, ґрунтується на техніках, що використовуються для написання таких історій. Нелегітимні ревізіоністи переписують історію, щоб підтримати порядок денний, часто політичний, використовуючи фальсифікацію та логічни хиби для отримання своїх результатів.

## Аналіз
За словами Танера Акчама, "практика заперечення щодо масових звірств зазвичай розглядається як просте заперечення фактів, але це не відповідає дійсності. Швидше, саме на тій туманній території між фактами та правдою проростають такі заперечення".

## Урядами

### Китайська Народна Республіка
Міністерство закордонних справ КНР назвало геноцид уйгурів "недоречним" і "брехнею століття".  

### Пакистан
Уряд Пакистану продовжує заперечувати, що геноцид в Бангладеші 1971 року відбувся під владою Пакистана над Бангладешом (Східний Пакистан) під час Визвольної війни Бангладешу 1971 року. Вони, як правило, звинувачують пакістанських репортерів (таких як Ентоні Маскаренхас), які повідомляли про геноцид, у тому, що вони є "ворожими агентами". 

### Туреччина
Уряд Турецької Республіки давно заперечує, що геноцид вірмен був геноцидом. 

### Сполучені Штати
Уряд Сполучених Штатів продовжує відмовлятися визнати свій геноцид корінних жителів.  

## Закон
Європейська комісія запропонувала загальноєвропейський закон про боротьбу з расизмом у 2001 р., який передбачав злочин щодо заперечення геноциду, проте держави Європейського Союзу не змогли домовитись про баланс між забороною расизму та свободою вираження поглядів. Після шести років суперечок у 2007 році було досягнуто розмитого компромісу, який надав державам свободу застосовувати законодавство так, як вони вважали за потрібне.   

## Подальше читання
- Pech, Laurent. The Law of Holocaust Denial in Europe: Towards a (qualified) EU-wide Criminal Prohibition. The Jean Monnet Working Papers (10/09). Архів оригіналу за 7 квітня 2010.

## Зовнішні посилання
Цитати за темою Заперечення геноциду у Вікіцитатах